# The Mind and the Matter
"The Mind and the Matter" is een aflevering van de Amerikaanse televisieserie The Twilight Zone.

## Plot

### Opening
A brief, if frenetic, introduction to Mr. Archibald Beechcroft, a child of the twentieth century, a product of population explosion, and one of the inheritors of the legacy of progress. Mr. Beechcroft again. This time act two of his battle for survival. And in just a moment, our hero will begin his personal one man rebellion against the mechanics of his age, and to do so he will enlist certain aids available only in the Twilight Zone.
— Rod Serling

### Verhaal
Mr. Archibald Beechcroft komt op een dag te laat op zijn werk en tot overmaat van ramp knoeit een jonge collega genaamd Henry koffie over zijn pak. Archibald trekt zich terug in de toiletruimte om te proberen zijn pak schoon te maken en om een aspirine te nemen tegen de hoofdpijn. Hij klaagt tegen zijn collega mr. Rogers, dat hij het zat is, dat iedereen hem maar bevelen geeft. Het liefst zou hij iedereen doen verdwijnen.
Later in de cafetaria, reserveert Henry een stoel voor Archibald om het koffie-incident goed te maken. Hij geeft Archibald tevens een boek getiteld "The Mind and the Matter", dat over de ultieme concentratie gaat. Het boek intrigeert Archibalt en hij leest het overal waar hij heen gaat. Door het boek gaat hij beseffen dat concentratie de meest onderschatte kracht in het universum is. Hij besluit concentratie tot het uiterste te testen. Allereerst laat hij zijn huisbazin verdwijnen door haar gewoon weg te denken.
De volgende dag maakt Archibald met zijn nieuwe talent een metro leeg en later zelfs de hele wereld. Zo kan hij ongestoord werken. Maar al snel begint het hem te vervelen dat hij alleen is. Hij vermaakt zichzelf wat met het maken van aardbevingen en elektrische stormen.
Die nacht krijgt Archibald bezoek van zijn geweten. Maar in plaats van zijn fouten te leren, besluit hij de wereldpopulatie terug te brengen zoals hij dat wil. Dit blijkt echter een nog veel grotere fout te zijn, daar iedereen nu zo asociaal en onbeschoft is als Archibald. Overtuigd van zijn vergissing, verandert Archibald de wereld weer naar hoe hij hoort te zijn.

### Slot
Mr. Archibald Beechcroft, a child of the twentieth century, who has found out through trial and error - and mostly error - that with all its faults, it may well be that this is the best of all possible worlds. People notwithstanding, it has much to offer. Tonight's case in point from the Twilight Zone.
— Rod Serling

## Rolverdeling
- Shelley Berman: Archibald Beechcroft
- Jack Grinnage: Henry
- Chet Stratton: Rogers.

## Trivia
- Deze aflevering staat op volume 9 van de dvd-set.